# Trictena
Pour les articles homonymes, voir Triodia.
Genre
Trictena est un genre de lépidoptères (papillons) de la famille des Hepialidae. On en connait trois espèces, toutes trois endémiques de l'Australie.

## Liste des espèces
- Trictena argyrosticha
- Trictena atripalpis
- Trictena barnardi